# Sacura
Sacura is een geslacht van straalvinnige vissen uit de familie van zaag- of zeebaarzen (Serranidae).

## Soorten
- Sacura boulengeri (Heemstra, 1973)
- Sacura margaritacea (Hilgendorf, 1879)
- Sacura parva Heemstra & Randall, 1979
- Sacura speciosa Heemstra & Randall, 1979